# Edukacja domowa

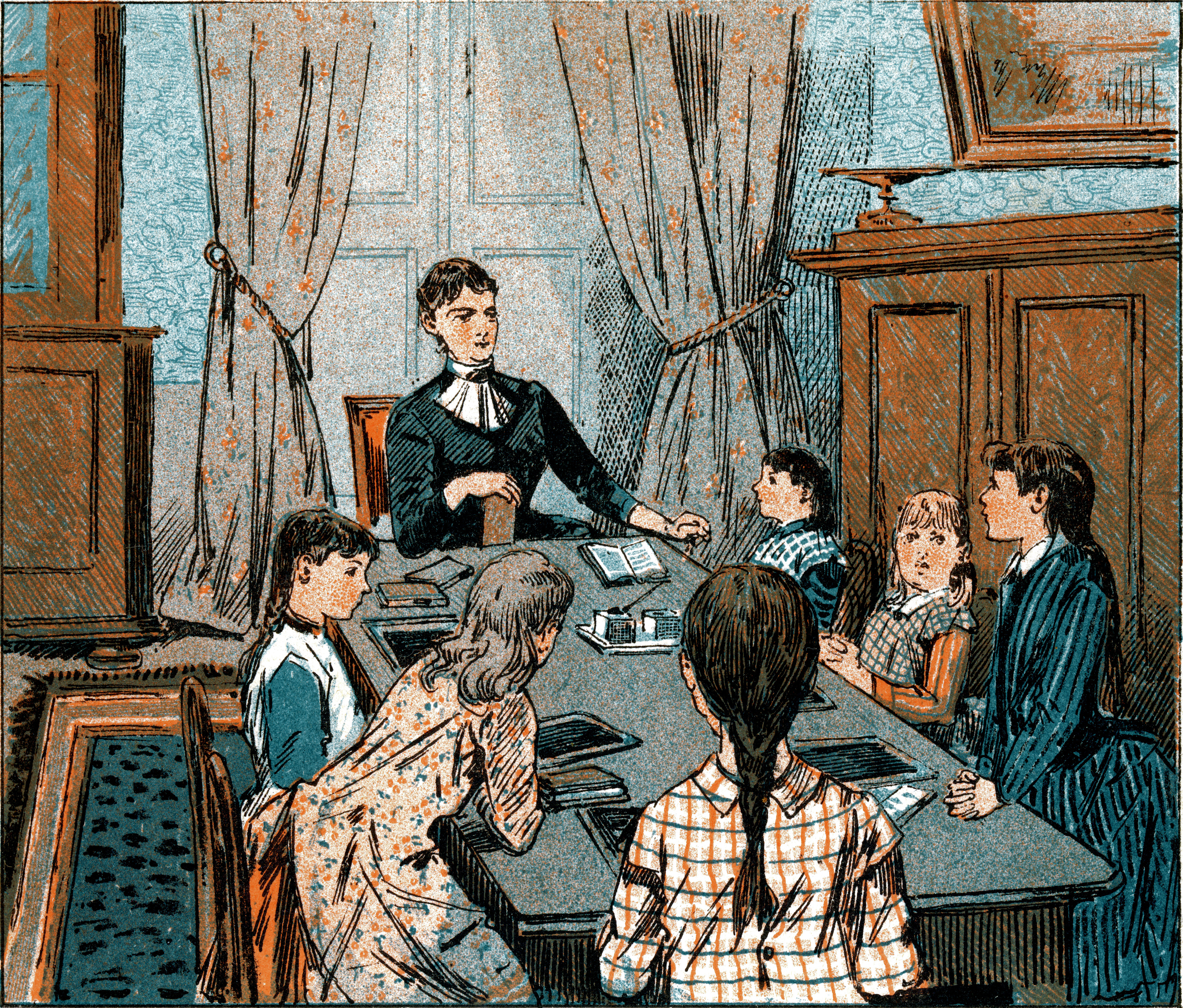

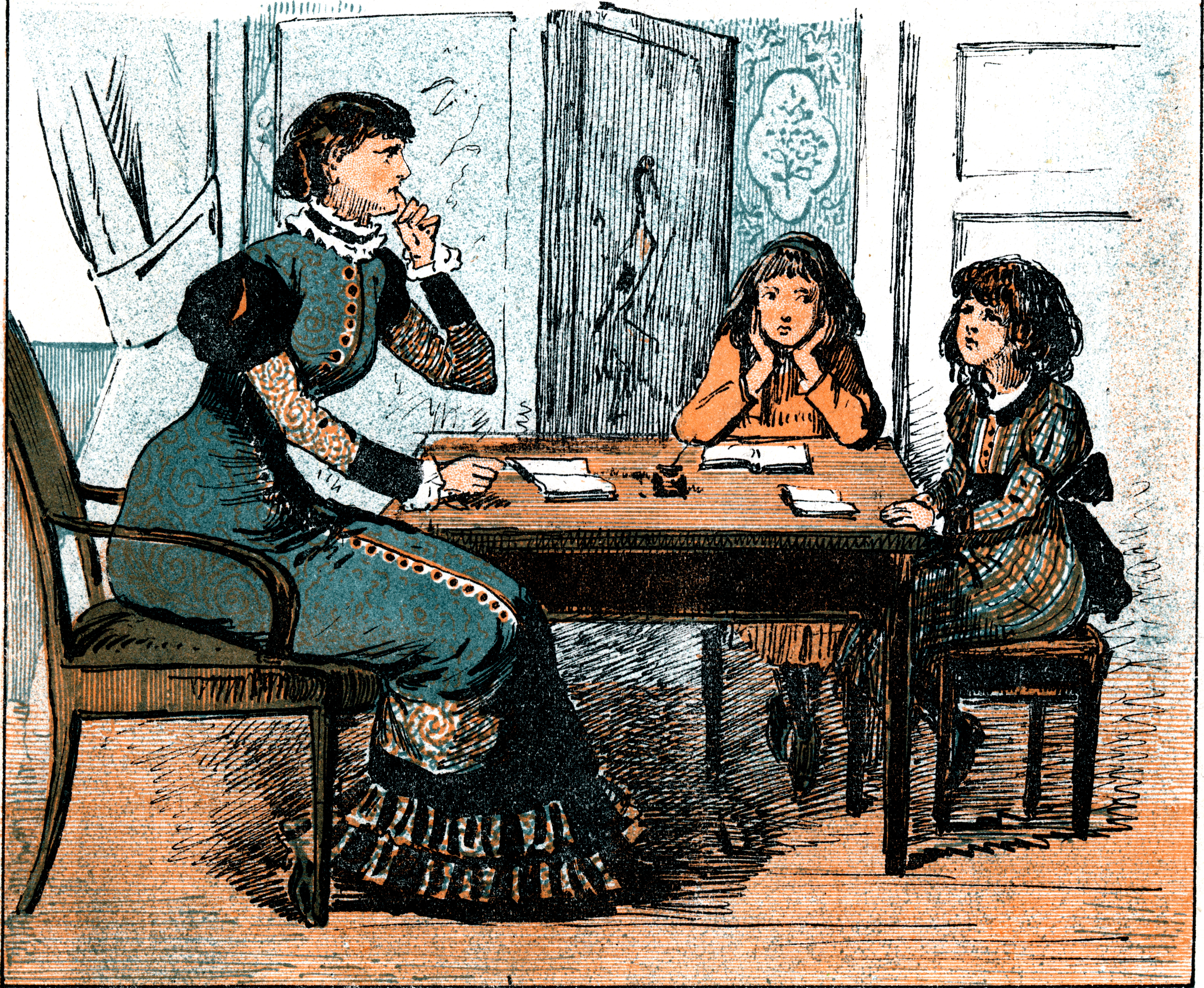

Edukacja domowa – nauczanie dzieci oraz młodzieży przez ich rodziców lub guwernerów, odbywające się w miejscu zamieszkania poza systemem szkolnym (w Polsce związanym z Ministerstwem Edukacji i Nauki). Edukacja domowa, jako niesformalizowany biurokratycznie rodzaj opieki i indywidualnego wychowania dziecka w gronie rodzinnym, od wieków odbywa się przez całe życie człowieka jako istoty społecznej.

## Historia
Wiedza rodzinna była i jest przekazywana tradycyjnie i obyczajowo od pokoleń w grupie rodzinnej, która to stanowi dziecku podstawę opieki i wychowania oraz prowadzi je poprzez edukację ku dorosłości.
Edukacja domowa stała się popularna w krajach anglosaskich (Stany Zjednoczone, Kanada, Wielka Brytania, Australia). Prowadzone w tych krajach badania wykazują, że dzieci uczone w domu przez rodziców osiągają lepsze wyniki w nauce niż ich rówieśnicy uczęszczający do szkół zbiorowych. Kierunek pedagogiki rodzinnej otwierający nowe możliwości edukacyjne to edukacja multimedialna w grupie rodzinnej.

## Edukacja domowa w Polsce
Domowe nauczanie w Polsce jest możliwe po zmianie systemu politycznego od 1991 roku. Prawo oświatowe pozwala na uczenie dziecka w domu, za zgodą dyrektora szkoły, do której zapisane jest dziecko. Ustawa dopuściła – w formalnym i prawnym znaczeniu – uczenie się dzieci poza instytucjonalnym środowiskiem szkoły, a najczęściej w domu rodzinnym, w warunkach zorganizowanych przez samych rodziców. Rodzice i opiekunowie prawni mogą podejmować decyzje co do celu, jakości kształcenia zgodnym z tradycją (rodzinną, regionalną RP) mając na względzie potrzeby rynku zatrudnienia w dobie globalizacji. Uczeń ma obowiązek zdania egzaminów klasyfikacyjnych po każdym roku nauki. Edukacja domowa w polskiej rodzinie jest chętniej podejmowana przez rodziców z wyższym wykształceniem i przygotowaniem pedagogicznym, o konserwatywnym światopoglądzie.
W Polsce uczniowie korzystający z edukacji domowej są zapisani do szkoły stacjonarnej zgodnie z rejonizacją wojewódzką, wobec czego podlegają Ministerstwu Edukacji Narodowej. Dodatkowo co roku muszą przystąpić do egzaminów klasyfikacyjnych ze wszystkich przedmiotów.

### Liczba uczniów edukowanych w domu
Według danych statystycznych Ministerstwa Edukacji Narodowej z września 2017 liczba dzieci w edukacji domowej w Polsce w tymże roku wynosiła 13 955, co stanowi 26% wzrost w stosunku do roku poprzedniego. Z tego 86% (12 025) to uczniowie szkół podstawowych, 6,5% uczniowie gimnazjum (907), a 4% uczniowie liceum (566). Dzieci objęte edukacją domową stanowiły 0,3% wszystkich uczących się w szkołach.
Statystyki krajów, w których nauczanie domowe odbywa się dłużej niż w Polsce (np. Stany Zjednoczone, Wielka Brytania, Kanada), wskazują, że liczba dzieci edukowanych w domu nie przekracza 2% populacji dzieci szkolnych (Homeschooling international status and statistics).

### Edukacja domowa za granicą
Edukacja domowa była jednym z rozwiązań oświaty polonijnej proponowanych Polakom na emigracji. W tej chwili jest ona ograniczona ze względu na rejonizację wojewódzką.

### Formalności związane z edukacją domową
Rodzic lub prawny opiekun, aby móc zmienić system nauki dziecka na edukację domową, musi podjąć następujące kroki:
1. Wypełnić: wniosek o zezwolenie na spełnianie obowiązku szkolnego poza szkołą, oświadczenie o zapewnieniu warunków umożliwiających realizację podstawy programowej, zobowiązanie rodziców do przystępowania dziecka do egzaminów klasyfikacyjnych.
2. Dostarczyć ww. dokumenty do dyrektora wybranej szkoły przyjaznej edukacji domowej.
3. Otrzymać od dyrektora placówki oświatowej pisemną decyzję ze zgodą na edukację domową dziecka (decyzja wystawiana jest do 30 dni od złożenia dokumentów).[11]

## Literatura
- Budajczak M., (2004),  Edukacja domowa, Gdańskie Wydawnictwo Psychologiczne, Gdańsk, ISBN 83-89574-17-9.
- Giercarz-Borkowska M., (2019), Edukacja domowa jako alternatywa edukacyjna dla dzieci zdolnych, Wydawnictwo TeksTy, Wrocław, ISBN 978-83-952010-0-4.
- Giercarz-Borkowska M., (2022), Edukacja domowa od tradycji ku współczesności, Wydawnictwo Uniwersytetu Opolskiego, Opole, ISBN 978-83-7395-995-8
- Gribble D., (2005), Edukacja w wolności. W poszukiwaniu idealnego systemu kształcenia, Oficyna Wydawnicza IMPULS, Kraków
- Haug G., (2003), Agresja w przedszkolu, Wydawnictwo JEDNOŚĆ, Kielce
- Janke A., W., (2004), Pedagogika rodziny na progu XXI wieku, Wydawnictwo Edukacyjne Akapit, Toruń, ISBN 83-89163-08-X i ISBN 978-83-8916-308-0
- Kantorowski J., (2003), Wychowanie w duchu tradycji kawaleryjskich, Kantor wydawniczy, Kraków, ISBN 978-83-927669-0-2
- Levine M., (2004), Jak nie tracić głowy w szkole. O zdolności do nauki i zaburzeniach uczenia się, Media Rodzina, Poznań
- Zakrzewscy M. i P., (red.), (2013), Edukacja domowa. Praktyka i teoria, Oficyna Wydawniczo-Poligraficzna „Adam”, Warszawa, ISBN 978-83-931070-6-3